# Kolomejtseveilanden

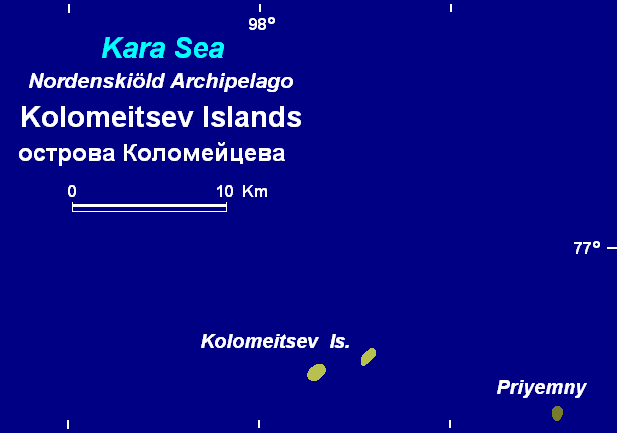

De Kolomejtseveilanden (Russisch: острова Коломейцева; ostrova Kolomejtseva) zijn een groep van twee kleine eilanden in het noordoostelijke deel van de Nordenskiöldarchipel in het zuidelijke deel van de Karazee, op iets minder dan 100 kilometer van de kust van het schiereiland Tajmyr van Siberië. Bestuurlijk gezien vormen de eilanden onderdeel van de Russische kraj Krasnojarsk en daarnaast vormen de eilanden als onderdeel van de archipel onderdeel van de zapovednik Bolsjoj Arktitsjeski, het grootste natuurreservaat van Rusland. De eilanden bevinden zich op ongeveer 40 kilometer ten oosten van Roesski (het grootste eiland van de archipel) en minder dan 10 kilometer ten noordoosten van de Vostotsjnyeilanden.
De afzonderlijke eilandjes hebben geen naam en zijn relatief laaggelegen met maximale hoogtes van 12 en 13 meter. De zee rondom de eilandjes is bedekt met ijs verbonden aan het vasteland in de winter en ook in de zee komen er nog veel ijsschotsen voor.
De eilanden van de Nordenskiöldarchipel werden in 1900 onderzocht door de Russische geoloog en baron Eduard von Toll tijdens de poolexpeditie in opdracht van de Russische Academie van Wetenschappen op het schip de Zarja. De eilanden werden toen vernoemd naar kapitein Nikolaj Kolomejtsev, de eerste bevelhebber over het schip.